# Lijst van James Bondboeken

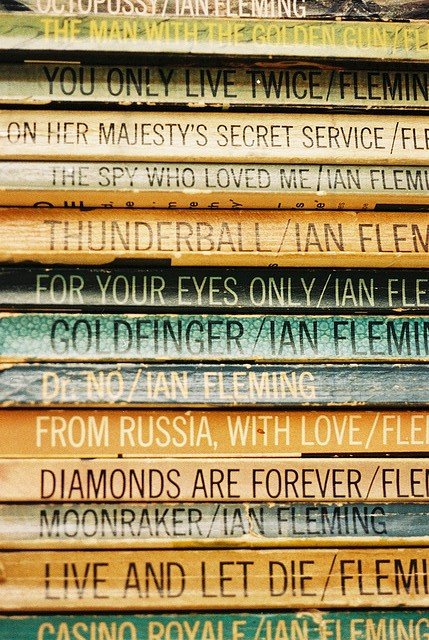
Stapel James Bondboeken in paperback

Dit artikel toont een overzicht van de boeken over het personage James Bond.

## Boeken van Ian Fleming
Alle Bondboeken geschreven door Ian Fleming, met het jaar van uitgave.
| Titel (Nederlandse vertaling)                                           | Eerste uitgave         | Inhoud |
| ----------------------------------------------------------------------- | ---------------------- | --- |
| Casino Royale (Casino Royale)                                           | 13 april 1953          | Bond moet de Franse SMERSJ-agent Le Chiffre verslaan in een casino, zodat deze definitief failliet gaat. In de loop van de missie gaat Bond twijfelen aan zichzelf en zijn gevaarlijke beroep. |
| Live and Let Die (Moord onder water)                                    | 5 april 1954           | In samenwerking met de FBI en de CIA moet Bond een einde maken aan de goudsmokkel die Mr. Big tussen Jamaica en de VS onderhoudt. |
| Moonraker (Hoog spel)                                                   | 7 april 1955           | Bond heeft een kleine confrontatie met Sir Hugo Drax, die voor de regering aan een atoomraket werkt. Kort daarna vindt op de werf van de raket een moord plaats, waarop er een complot vermoed wordt en Bond er moet infiltreren. |
| Diamonds Are Forever (Doden voor diamanten)                             | 26 maart 1956          | Bond moet infiltreren in een pijpleiding van diamantensmokkelaars. Langzaamaan krijgt men hem door en wordt de jager prooi. |
| From Russia With Love (Veel liefs uit Moskou/De moordkuil van het hart) | 8 april 1957           | Bond wordt naar Istanboel gelokt, waar een overlopend meisje hem een decoderingsmachine zal overhandigen. SMERSJ wil namelijk een daad stellen door Bond in een ingewikkelde valstrik te vermoorden. |
| Dr. No (Doctor No)                                                      | 31 maart 1958          | Bond wordt naar Jamaica gestuurd om de verdwijning van een agent te onderzoeken. Al snel blijkt dat de zaak iets te maken heeft met het geheimzinnige eiland Crab Key. |
| Goldfinger (De man met de gouden vingers)                               | 23 maart 1959          | Bond wordt op het spoor gebracht van goudsmokkelaar Auric Goldfinger. Deze blijkt een aanval op de goudvoorraad in Fort Knox voor te bereiden. |
| For Your Eyes Only (Van een blik tot een moord)                         | 11 april 1960          | Verhalenbundel: From a View to a Kill (Van een blik tot een moord): Bond onderzoekt in Parijs de moord op een koerier van SHAPE; For Your Eyes Only (Voor uw ogen alleen): het echtpaar Havelock, oude vrienden van M, worden vermoord op Jamaica, en Bond moet een represaille uitvoeren; Quantum of Solace (De kwantum soelaas theorie): de gouverneur van Nassau vertelt Bond over de vereiste warmte tussen mensen; Risico (Risico): Bond moet uitzoeken wie vanuit Italië drugs naar het Verenigd Koninkrijk smokkelt; The Hildebrand Rarity (De Hildebrand rariteit): Bond gaat mee op jacht naar een zeldzame vis, maar zijn gastheer blijkt een agressieve man.               |
| Thunderball (Kalm aan, Mr. Bond)                                        | 27 maart 1961          | SPECTRE kaapt twee atoombommen en eist losgeld. Bond wordt naar de Bahama's gestuurd om de bommen op te sporen. |
| The Spy Who Loved Me (De spion die mij beminde)                         | 16 april 1962          | Levensverhaal van ene Vivienne Michelle. Op een nacht is ze overgeleverd aan de genade van twee moordenaars, maar dan staat James Bond toevallig voor de deur. |
| On Her Majesty's Secret Service (In dienst van Hare Majesteit)          | 1 april 1963           | Bond spoort Ernst Stavro Blofeld, het hoofd van SPECTRE, op. Deze blijkt een aanval op de Britse landbouw voor te bereiden. Ondertussen groeien Bonds gevoelens voor Tracy di Vicenzo. |
| You Only Live Twice (Je leeft maar tweemaal)                            | 16 maart 1964          | Na de dood van zijn vrouw Tracy is Bond ingestort. M geeft hem een laatste kans door hem op een diplomatieke missie naar Japan te sturen. Daar ontdekt Bond waar Blofeld zich schuilhoudt. |
| The Man With The Golden Gun (De man met de gouden revolver)             | 1 april 1965 (postuum) | Bond keert terug en wordt al snel naar Jamaica gestuurd, daar hij de meest geschikte agent is om met KGB-moordenaar Francisco Scaramanga af te rekenen. |
| Octopussy and The Living Daylights (Octopussy)                          | 1966 (postuum)         | Verhalenbundel. Octopussy (Octopussy): Ene majoor Dexter Smythe vertelt Bond hoe hij de moord pleegde op Oberhauser, de man die voor Bond als een tweede vader was; The Living Daylights (Veel liefs uit Berlijn): 272 moet uit Oost-Berlijn ontsnappen, en Bond moet voorkomen dat scherpschutter Trigger hem neerschiet; The Property of a Lady (Om het bezit van een dame, toegevoegd in 1976): Dubbelagent Freudenstein zal via de veiling van een Fabergé-ei betaald worden, en Bond moet erachter komen wie haar meerdere is; 007 in New York (007 in New York, toegevoegd in 2002): Bond is in New York om een collega te berichten dat haar nieuwe vriend een dubbelagent is. |

## Boek van Robert Markham
Schrijver Kingsley Amis heeft één Bondboek op zijn naam staan: Colonel Sun: A James Bond Adventure (James Bond contra kolonel Soen). Deze roman schreef hij in 1968 onder het pseudoniem Robert Markham. Toen bekend werd dat Amis achter deze schuilnaam zat, is in de herdrukken diens echte naam gebruikt.

## Boeken van Christopher Wood
In 1977 schreef Christopher Wood de bewerking van het filmscenario van The Spy Who Loved Me getiteld James Bond, The Spy Who Loved Me en in 1979 de bewerking van de film Moonraker getiteld James Bond and Moonraker. Dit werd gedaan wegens de grote verschillen met de films en de originele boeken van Fleming.

## Boeken van John Gardner
Alle James Bondboeken geschreven door John Gardner. De romans Licence to Kill en GoldenEye zijn bewerkingen van het filmscenario.
| - 1981: Licence Renewed (Vergunning verlengd) - 1982: For Special Services (Voor bijzondere diensten) - 1983: Icebreaker (IJsbreker) - 1984: Role of Honour (Een zaak van eer) - 1986: Nobody Lives For Ever (Niemand leeft eeuwig) - 1987: No Deals, Mr. Bond (Jammer, Mr. Bond) - 1988: Scorpius (Scorpius) - 1989: Win, Lose or Die (Operatie Invi(n)cible) | - 1989: Licence to Kill (Vergunning tot moord) - 1990: Brokenclaw (Brokenclaw) - 1991: The Man from Barbarossa (De man van Barbarossa) - 1992: Death is Forever - 1993: Never Send Flowers (Liever geen bloemen) - 1994: SeaFire (Operatie Seafire) - 1995: GoldenEye (GoldenEye) - 1996: COLD (Een kil complot) |

## Boeken van Raymond Benson
Alle James Bondboeken geschreven door Raymond Benson. De romans Tomorrow Never Dies, The World Is Not Enough en Die Another Day zijn gebaseerd op het filmscenario.
| - 1997: Blast From the Past (kort verhaal) - 1997: Zero Minus Ten (Zero min tien) - 1997: Tomorrow Never Dies (morgen gaat nooit dood) - 1998: The Facts of Death (Decada) - 1999: Midsummer Night's Doom (kort verhaal) - 1999: Live at Five (kort verhaal) | - 1999: The World Is Not Enough (De wereld is niet genoeg) - 1999: High Time to Kill - 2000: Doubleshot - 2001: Never Dream of Dying - 2002: The Man with the Red Tattoo - 2002: Die Another Day (doodgaan op een andere dag) |

## Boeken van Charlie Higson
Boeken geschreven door Charlie Higson. Deze boeken gaan over James Bond in zijn tienerjaren in de jaren dertig, ongeveer rond zijn dertiende levensjaar. De titels zijn in een Nederlandse vertaling van Ellis Post Uiterweer verschenen bij uitgeverij Pimento.
| - 2005: SilverFin (Missie SilverFin) - 2006: Blood Fever (Bloedkoorts) - 2007: Double or Die (Gevaarlijk Spel) - 2007: Hurricane Gold (Goudstorm) - 2008: By Royal Command (Sneeuwblind) |

## Boek van Sebastian Faulks
Sebastian Faulks maakte in juli 2007 bekend dat hij een Bondboek had geschreven voor Ian Flemings honderdste verjaardag. Het boek lag sinds mei 2008 in de Engelse winkels en heette Devil May Care. Het verhaal speelt zich af in het tijdsbestek van de oorspronkelijke romans van Fleming, iets wat na het boek Colonel Sun niet meer gedaan is. Het boek verscheen ook in een Nederlandse vertaling..

## Boek van Jeffery Deaver
In het voorjaar van 2011 kwam een nieuw James Bondboek uit getiteld Carte Blanche, geschreven door Jeffery Deaver. Het boek is een reboot van de boekenserie. Bond is begin jaren tachtig geboren en in plaats van een veteraan uit de Tweede Wereldoorlog en geheim agent in de Koude Oorlog (zoals in de originele Ian Flemingboeken) is hij een veteraan uit de oorlog van Afghanistan en Irak. Het boek is in Nederlandse vertaling verkrijgbaar onder dezelfde titel.

## Boek van William Boyd
Na Jeffery Deaver was de Schotse auteur William Boyd de derde auteur die een uitnodiging van de Ian Fleming Estate ontving voor het schrijven van een officiële James Bondroman. Het in 2013 verschenen Solo neemt 007 weer terug naar de jaren zestig van de twintigste eeuw.
Boyd: 'Ik heb de uitnodiging natuurlijk direct geaccepteerd. Het vooruitzicht alleen is ongelooflijk spannend en stimulerend: een once-in-a-lifetime uitdaging. Mijn vader heeft mij ooit kennis laten maken met Bond.' From Russia with Love is zijn favoriet. In 2013 was het 60 jaar geleden dat de eerste James Bondroman, Casino Royale, verscheen.

## Boek van Anthony Horowitz
In oktober 2014 maakte de Ian Fleming Estate bekend dat de Britse schrijver Anthony Horowitz opdracht had gekregen om het volgende James Bondboek te schrijven, getiteld Trigger Mortis. Het boek kwam uit op 8 september 2015. Over enkele delen in het boek zei Horowitz: 'Dit zou Ian Fleming nooit hebben gedaan.' Dit komt volgens hem omdat er veel plotwendingen in het verhaal voorkomen. In 2018 maakte hij de titel van zijn tweede James Bondboek bekend: Forever and a Day. Dit verhaal is een prequel van Casino Royale.